# Fanny M. Cheung
Fanny Cheung Mui-ching SBS OBE JP, née le 3 octobre 1950 à Hong Kong est une psychologue, professeure de psychologie et codirectrice de l'Institut d'études Asie-Pacifique de Hong Kong à l'université chinoise de Hong Kong (CUHK). Elle effectue des recherches, publie et défend des sujets liés à la santé mentale et à l'égalité des sexes. 

## Biographie

### Enfance et éducation
Cheung naît à Hong Kong, sous la dépendance de l'Empire britannique et grandit dans une « grande famille chinoise traditionnelle ». Elle obtient une licence en psychologie de l'université de Californie à Berkeley en 1970 et un doctorat en psychologie de l'université du Minnesota en 1975.

### Carrière
Fanny Cheung retourne à Hong Kong après avoir terminé ses études et s'implique dans le travail clinique et le plaidoyer liés à la santé mentale, à la violence sexuelle et aux droits des femmes,. À la fin des années 1970, Cheung mène la campagne War on Rape (« Guerre contre les viols ») à Hong Kong, pour promouvoir la sensibilisation contre les violences sexuelles, changer les attitudes et établir de meilleurs services pour les survivants d'agressions sexuelles,.
Fanny Cheung rejoint la faculté de psychologie de l'université chinoise de Hong-Kong ( CUHK) en 1977. Elle crée le premier centre pour femmes de Hong Kong au début des années 1980. En 1985, elle fonde le centre de recherche sur le genre de CUHK et plus tard, le programme d'études de genre de l'école (le premier à Hong Kong). De 1996 à 1999, elle est présidente fondatrice de la Commission pour l'égalité des chances à Hong Kong, visant à établir une législation anti-discrimination,.
Fanny Cheung est actuellement professeure émérite de psychologie et conseillère principale à la Faculté des Sciences Sociales et à l'Institut d'études Asie-Pacifique de Hong Kong à CUHK. Elle était auparavant la professeure de psychologie de Choh-Ming Li et codirectrice de l'Institut d'études asiatiques et pacifiques de Hong Kong. Elle est la première femme à être nommée vice-chancelière en 2013 au CUHK et est vice-présidente pour la recherche de 2013 à 2020. Elle mène des recherches et publie sur des sujets liés à l'évaluation interculturelle de la personnalité, à la psychopathologie, à la personnalité, au comportement professionnel, à l'égalité des sexes et au leadership des femmes. Elle a publié plus de 200 articles, chapitres et livres en anglais et en chinois. Elle travaille également sur le développement et la validation d'une traduction chinoise du Minnesota Multiphasic Personality Inventory (MMPI), une mesure largement utilisée en psychologie clinique, en collaboration avec des chercheurs de l'Académie chinoise des sciences, . Elle développe également le Chinese Personality Assessment Inventory (CPAI) en 1996; le CPAI a depuis été traduit dans d'autres langues et utilisé comme inventaire interculturel d'évaluation de la personnalité.

## Prix et distinctions
Fanny Cheung est nommée Officier de l'Ordre de l'Empire britannique en 1997. En 2012, l'Association américaine de psychologie lui décerne le prix pour contributions distinguées à l'avancement international de la psychologie, « pour ses contributions exceptionnelles à l'évaluation de la psychopathologie interculturelle, de la psychologie de la personnalité et des questions de genre, ainsi que pour ses efforts de longue date dans le soutien au développement et à l'avancement de la psychologie en Asie ». En 2016, elle reçoit la Silver Bauhinia Star, l'une des plus hautes distinctions civiques de Hong Kong pour ses contributions importantes à la promotion de l'égalité des chances et à l'élimination de la discrimination, ainsi que ses réalisations académiques en psychologie et ses études interculturelles et de genre de renommée internationale. 

## Publications (sélection)
- (en) Fanny M. Cheung et Diane F. Halpern, The Cambridge handbook of the international psychology of women, 2020 (ISBN 978-1-108-56171-6, 1-108-56171-3 et 978-1-108-65797-6, OCLC 1129392362).
- (en) Fanny M. Cheung, Women at the top : powerful leaders tell us how to combine work and family, Wiley-Blackwell, 2008 (ISBN 978-1-4443-0522-7, 1-4443-0522-0 et 978-1-4443-0521-0, OCLC 316996885, lire en ligne).
- (en) Fanny M. Cheung, Fons J. R. van de Vijver et Frederick T. L. Leong, « Toward a new approach to the study of personality in culture. », American Psychologist, vol. 66, no 7,‎ octobre 2011, p. 593–603 (ISSN 1935-990X et 0003-066X, DOI 10.1037/a0022389, lire en ligne, consulté le 16 mars 2023).
- (en) Man Yee Ho, Fanny M. Cheung et Shu Fai Cheung, « The role of meaning in life and optimism in promoting well-being », Personality and Individual Differences, vol. 48, no 5,‎ avril 2010, p. 658–663 (DOI 10.1016/j.paid.2010.01.008, lire en ligne, consulté le 16 mars 2023).
- (en) Fanny M. Cheung et Kwok Leung, « Indigenous Personality Measures: Chinese Examples », Journal of Cross-Cultural Psychology, vol. 29, no 1,‎ janvier 1998, p. 233–248 (ISSN 0022-0221 et 1552-5422, DOI 10.1177/0022022198291012, lire en ligne, consulté le 16 mars 2023).
- (en) Fanny M. Cheung, Kwok Leung, Ruth M. Fan et Wei-Zheng Song, « Development of the Chinese Personality Assessment Inventory », Journal of Cross-Cultural Psychology, vol. 27, no 2,‎ mars 1996, p. 181–199 (ISSN 0022-0221 et 1552-5422, DOI 10.1177/0022022196272003, lire en ligne, consulté le 16 mars 2023).